# Shōko Nakagawa

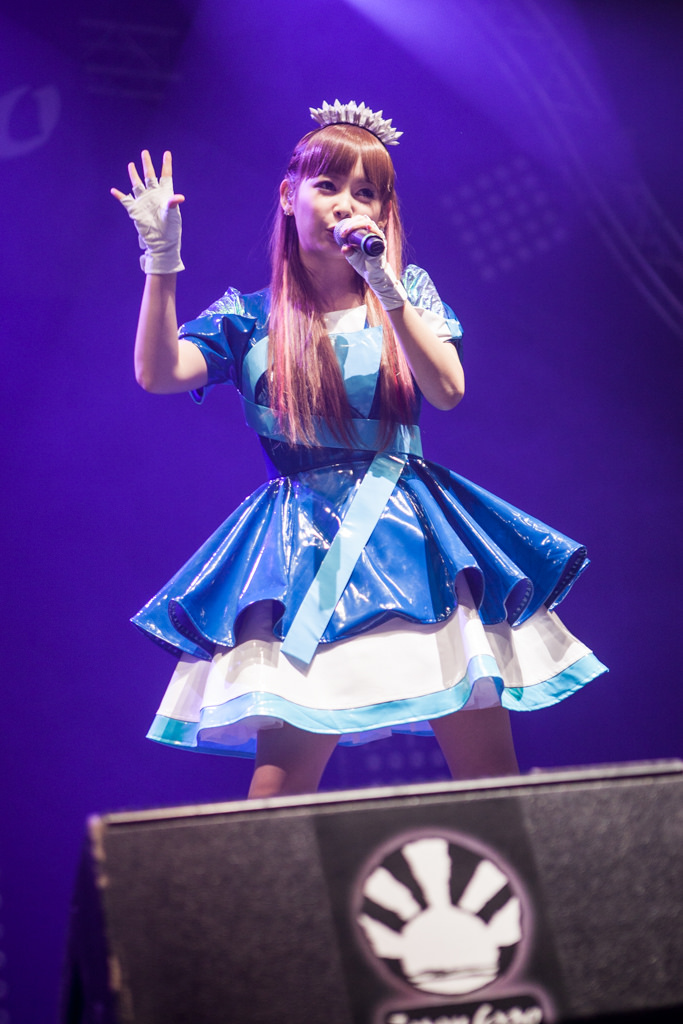
Shōko Nakagawa en un concierto en directo (2014).

Shōko Nakagawa (中川 翔子 en japonés, romanji: Nakagawa Shōko) (5 de mayo de 1985 en Tokio) es una cantante, actriz, seiyū,  modelo, ilustradora,  et YouTuber.
Ella canta principalmente canciones de anime, y sus canciones representativas son el opening del anime Tengen Toppa Gurren-Lagann "Sorairo Days", el ending de Pokémon XY "Doridori" y el opening de Saint Seiya: Omega(Los Caballeros del Zodiaco Omega) "Pegasus Fantasy Version Ω".
También es conocida internacionalmente por sus versiones de canciones de otr@s cantantes, como el final de "Dragon Ball".
Su trayectoria profesional empezó en 2001 dentro de la cultura otaku.
Su blog oficial, Shokotan * Blog, se inauguró en 2004 y en abril de 2006 había recibido un total de 100 millones de visitas. El 2 de febrero de 2008, el diario japonés Mainichi Shimbun informó que se había accedido a su blog mil millones de veces.
En 2006 presentó el espacio Pokémon Sunday en el que se emitían reposiciones de episodios antiguos de la serie a través de TV Tokyo. Asimismo, aportó para este programa su canción "Strawberry melody", incluida en su álbum "Big*Bang!!!".
En 2020, la pérdida temporal del trabajo debido a la crisis de la corona fue un punto de inflexión y comenzó a distribuir videos en YouTube, aparte del canal que distribuye videos musicales creado por la oficina. Desde entonces, su blog apenas se ha actualizado.
En el 2021, publicó su video de traje de baño en YouTube y se volvió muy popular con más de 10 millones de visitas en dos meses.
El 28 de abril de 2023, Nakagawa anunció su matrimonio con una persona que no es una celebridad.

## Discografía
Su primer sencillo, "Brilliant Dream", fue puesto a la venta el 5 de julio de 2006, comenzando así la faceta por la cual Shōko Nakagawa es más conocida hoy día.
| # | Álbum            | Fecha de lanzamiento | Ventas (Primera semana) | Ventas (Total) |
| - | ---------------- | -------------------- | ----------------------- | -------------- |
| 1 | Big☆Bang!!!      | 19 de marzo de 2008  | 32.612                  | 45.793         |
| 2 | Magic Time       | 1 de enero de 2009   | 26.197                  | 40.015         |
| 3 | Cosmic Inflation | 6 de octubre de 2010 | 14.453                  | 21.459         |
| 4 | 9lives           | 2 de abril de 2014   | -                       | -              |

| # | Álbum Versión                                                                                       | Fecha de lanzamiento     | Ventas (Primera semana) | Ventas (Total) |
| - | --------------------------------------------------------------------------------------------------- | ------------------------ | ----------------------- | -------------- |
| 1 | Shokotan Cover: Anison ni Koi o Shite.                                                              | 2 de mayo de 2007        | 12,579                  | 31,501         |
| 2 | Shokotan Cover Cover: Anison ni Ai o Komete!!                                                       | 19 de septiembre de 2007 | 17,836                  | 23,964         |
| 3 | Shokotan Cover 3: Anison wa Jinrui o Tsunagu                                                        | 10 de marzo de 2010      | 15,343                  | -              |
| 4 | Shokotan Cover 4-1: Shoko Idol Hen                                                                  | 12 de octubre de 2011    | -                       | -              |
| 5 | Shokotan Cover 4-2: Shoko Rock Hen                                                                  | 12 de octubre de 2011    | -                       | -              |
| 6 | "Tokyo Shoko Land 2014 ~RPG-teki Michi no Kioku~" Shokotan Cover Bangaihen Produced by Kohei Tanaka | 24 de septiembre de 2014 | -                       | -              |

## Filmografía

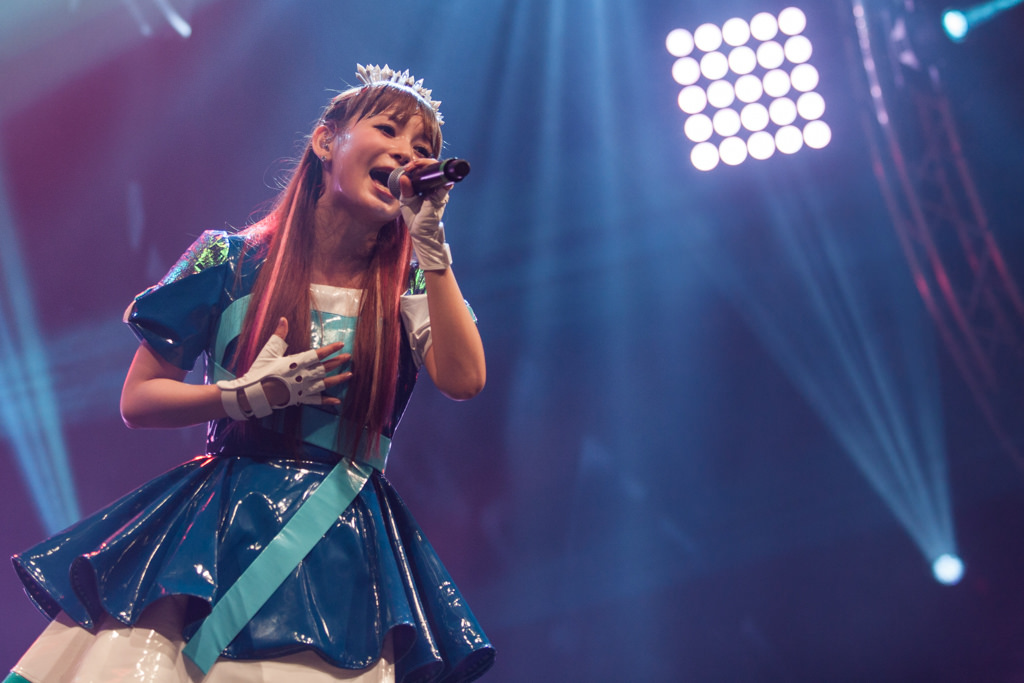
Shōko Nakagawa en un concierto en directo (2014).

- Kabuto-O Beetle como Yuri Hoshikawa (2005)
- Umezu Kazuo: Kyofu Gekijo - Zesshoku (2005)
- Koala Kacho / Executive Koala (2005)
- The Fast and the Furious: Tokyo Drift en breve cameo (2006)
- X-Cross (2007)
- Anmitsu hime 2 como Ichigo Daifuku (2009)
- Nuigulumar Z como Yumeko Aikawa (2013)
- Tokyo Tribe como KESHA (2014)
- Love & Peace (2015)

### Voz (original y doblaje)
- Enredados como Rapunzel (2010) (doblaje en japonés)
- Los caballeros del zodiaco Omega como Saori Kido / Atenea (2012 a 2014) Serie de TV
- Dragon Ball Z: la batalla de los dioses como Pez Oráculo (2013)[4][5]
- Majokko Shimai no Yoyo to Nene como Bihaku (2013)
- Transformers: la era de la extinción como Tessa Yeager (2014) (doblaje en japonés)[6]
- Dragon Ball Z: Fukkatsu no F como Pez Oráculo (2015)[7]
- Sailor Moon Crystal como Diana (2015) Serie de TV[8]
- Dragon Ball Super como Pez Oráculo (2015) Serie de TV
- Pretty Guardian Sailor Moon Eternal  como Diana (2021), Película
- Pretty Guardian Sailor Moon Cosmos: The Movie como Diana (2023), Película

## Curiosidades
- Los gatos de Shōko tienen anime propio, llamado Omakase! Miracle Cat-dan (おまかせ! みらくるキャット団 Omakase! Mi-ra kuru kyatto-dan) o Omakase Mamitasu. La serie fue estrenada en Japón el 31 de marzo de 2015 y mediante cortos de unos 10 minutos de duración, aproximadamente, nos narra la vida de la familia Nakagawa y sus 10 gatos (mágicos). Como base para esta serie tenemos un ensayo autobiográfico de la propia Shōko, llamado Neko no Ashiato (猫の足跡) o Huellas de gato, el cual supuso su debut como escritora.[9][10][11][12]